# Meredith Eaton-Gilden

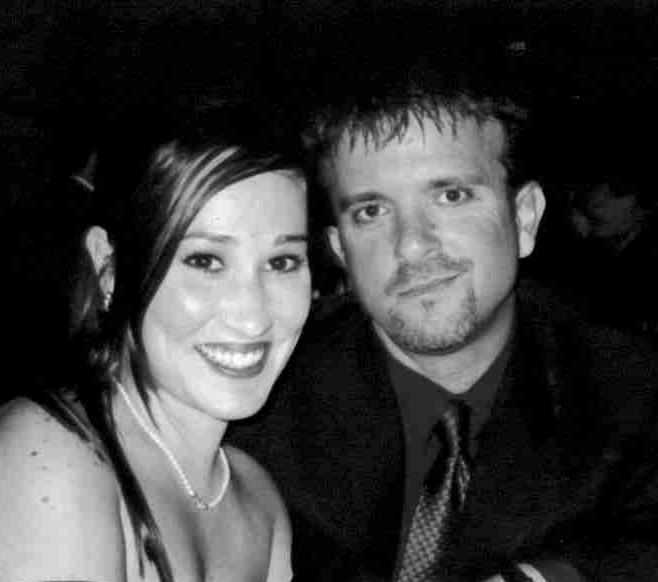
Meredith med Michael Gilden.

Meredith Eaton-Gilden, egentligen Meredith Hope Eaton, född 26 augusti 1974 på Long Island i New York, är en amerikansk skådespelare. Meredith är småväxt (1,22 m lång). Hon var gift med Michael Gilden, som också var småväxt, från 20 maj 2001 till 5 december 2006 då han begick självmord.

## Filmografi, (urval)
- 2002 – Unconditional Love
- 2003 – Mr. Ambassador
- 2008 – Balls Out: The Gary Houseman Story
- 2008 – The Ones
- 2014 – Veronica Mars

Eaton-Gilden har även medverkat i serier som Boston Legal, CSI, Family Law och Dharma & Greg.